# 정만규
정만규(鄭萬奎, 1941년 5월 27일, 경상남도 사천시 ~ )는 대한민국 정치인이다. 전직 사천시장이다. 2000년에 선거법 위반으로 시장직을 상실했다가, 2010년에 지방선거에서 당선되어 시장직에 복귀했다.

## 학력
- 반성초등학교 졸업
- 진주중학교 졸업
- 경남정보고등학교 졸업

## 경력
- 만구수산 회장
- 제9대 경남지구 JC 회장
- 통일주체국민회의 대의원
- 대한적십자사 경상남도지사 상임위원
- 국회 21세기 국가경영연구회 정책위원
- 제4대 경상남도의회 부의장
- 제4대 경상남도의회 의원
- 1998년 11월 27일 ~ 2000년 11월 28일 제4대 경상남도 사천시장 (무소속)
- 2010년 7월 1일 ~ 2014년 6월 30일 제8대 경상남도 사천시장 (한나라당)

## 역대 선거 결과
|  | 18.5% |

|  | 58.4% |

|  | 47.06% |

|  | 31.84% |

|  | 50.2% |

|  | 36.75% |

|  | 48.40% |

|  | 46.57% |